# I'm That Chick
"I'm That Chick" é uma canção gravada pela cantora e compositora norte-americana Mariah Carey para o seu décimo primeiro álbum de estúdio, E=MC² (2008). Composta por Carey, Mikkel Storleer Eriksen, Tor Erik Hermansen, Johntá Austin e Rod Temperton, com a produção e arranjos ficando a cargo dos três primeiros, é uma canção notada pela sua influência dos gêneros musicais soul, pop e disco. Além disso, apresenta uma forte linha de baixo e ainda uma produção de disco pesada. Não obstante, incorpora uma amostra da canção "Off the Wall" (1980) do cantor norte-americano falecido Michael Jackson. A letra da canção retrata a protagonista descrevendo o relacionamento com o seu amante, assim como todas as qualidades que este tem para oferecer-lhe. Ademais, "I'm That Chick" apresenta a cantora se cortejando e descrevendo-se positivamente mesma, à medida que repete "I'm that chick you like".
Aquando do lançamento inicial de E=MC², a música foi imediatamente recebida com aclamação universal pela crítica especialista em música contemporânea, tendo sido considerada um dos destaques do disco. Vários analistas elogiaram a forte melodia de música disco, enquanto outros concentraram-se mais nas letras de Carey. "I'm That Chick" tornou-se notória devido ao registo intenso de downloads digitais nos Estados Unidos durante a semana de estreia do álbum, e como resultado, conseguiu posicionar-se na octagésima segunda posição da parada musical Hot R&B/Hip-Hop Songs. Embora não tenha sido lançada comercialmente como um single, a artista cantou a música ao vivo por várias vezes, inclusive no programa de televisão Good Morning America, como o repertório de um concerto de três partes transmitido ao ar livre; na cerimônia Fashion Rocks de 2008, e ainda no Canadian Idol.

## Antecedentes e concepção
Em 2005, Carey assinou um novo contrato discográfico e lançou pouco tempo depois o seu décimo trabalho de estúdio, The Emancipation of Mimi, que tornou-se no mais vendido daquele ano nos Estados Unidos e o segundo mais vendido em todo o mundo, com mais de doze milhões de unidades comercializadas. Além disso, o disco rendeu à artista uma vastidão de prémios oferecidos pela indústria musical e levou a intérprete de volta ao topo da música pop, após o seu declínio por volta de 2001.
Após completar os concertos da The Adventures of Mimi Tour em 2006, a intérprete começou a trabalhar no material para o seu novo projecto: E=MC², que foi considerado um dos mais antecipados de 2008, com vários críticos musicais opinando sobre se a cantoria estaria à altura de alcançar novamente um sucesso significante, após os feitos atingidos com The Emancipation of Mimi. Carey iniciou os processos de composição e produção escrevendo apenas músicas que achava serem agradáveis, e não com a intenção de agradar os executivos da sua editora discográfica. Ao longo de 2007, a cantora gravou as canções para o álbum em um estúdio construído na sua vila privada em Anguilla, no Caribe. A intérprete descreveu E=MC² como um dos seus trabalhos mais expressivos, e um no qual ela sentiu-se livre e capaz de expressar-se através da sua música.

## Estrutura musical e recepção crítica
"[Em] 'I'm That Chick' o ego vai além, como ela [carey] demonstra com algumas letras tolas ("la da da, ooowee") e uma batida divertida de disco (beneficiada pela melodia de 'Off the Wall'), ela não está levando nada a sério. Pelo menos esperamos que ela não esteja falando sério quando se compara a Tupac e Biggie. Em seguida ela faz provocações suaves: 'You're fiending to blaze up and taste me'."

— Jennifer Vineyard, da MTV News, descrevendo detalhadamente a produção e a letra da música.
"I'm That Chick" é uma canção de ritmo acelerado que apresenta um "sentimento de despreocupação" e contém influencias dos gêneros musicais soul, pop e disco. A faixa integra uma amostra de "Off the Wall" (1980) de Michael Jackson, apresentando fortes batidas de linha do baixo e palmas. Evan Sawdey, do PopMatters, descreveu a faixa como uma "canção disco de baladas noturnas" e destacou a sua produção como a melhor do álbum. A canção foi composta por Carey, Mikkel Storleer Eriksen, Tor Erik Hermansen, Johntá Austin e Rod Temperton, e produzida pelos três primeiros. De acordo com a partitura publicada no Musicnotes.com pela W.B.M. Music Corporation, "I'm That Chick" é definida no compasso de tempo comum com uma dança que se desenvolve no metrónomo de 79 batimentos por minuto. Foi composta na tonalidade de Dó sustenido menor, com o alcance vocal de Carey abrangendo a nota baixa de Sol sustenido menor3 até a nota alta de Dó sustenido maior5. A canção segue a progressão harmônica de Si maior7–Lá maior7–Sol maior7. Liricamente, a música aborda a protagonista descrevendo uma relação com o seu amante, bem como todas as boas qualidades que pode oferecer-lhe, enquanto repete "eu sou a garota que você gosta".
No geral, "I'm That Chick" recebeu críticas positivas de profissionais de música contemporânea, que louvaram a sua influência de disco, e também a inclusão da amostra de "Off the Wall". Escrevendo para o jornal Idaho Statesman, Jeff Ross descreveu a canção como uma "tendinosa Stomper", com Sara Levy do The Advocate chamando-a de "irresistível". Rashon Ollison do The Baltimore Sun elogiou a produção da música e os vocais, a escrevendo: "[é] um número agitado, calorosamente melódico com um inteligente e discreto vocal de Carey". O jornalista Svein Terje Torvik para o Norwegian Broadcasting Corporation escreveu que "'I'm That Chick' é uma discopop bem oleada e uma das poucas faixas que dão vida". Melissa Ruggieri para o The News & Advance descreveu "I'm That Chick" como "um terreiro soul-disco que vai arrasar na pista de gelo ou em uma balada", e Sarah Rodman do The Boston Globe creditando como a "melhor faixa do álbum". Joey Guerra do Houston Chronicle sentiu que a melodia de "Off the Wall" ajudou a faixa "voltar à vida", e descreveu sua produção e a incorporação da amostra como "alegre". Nick Levine, escrevendo para Digital Spy descreveu "I'm That Chick", como uma "disco doce e irresistível", enquanto Anne Donahue do Reuters sentiu que era uma "música divertida".

## Apresentações ao vivo

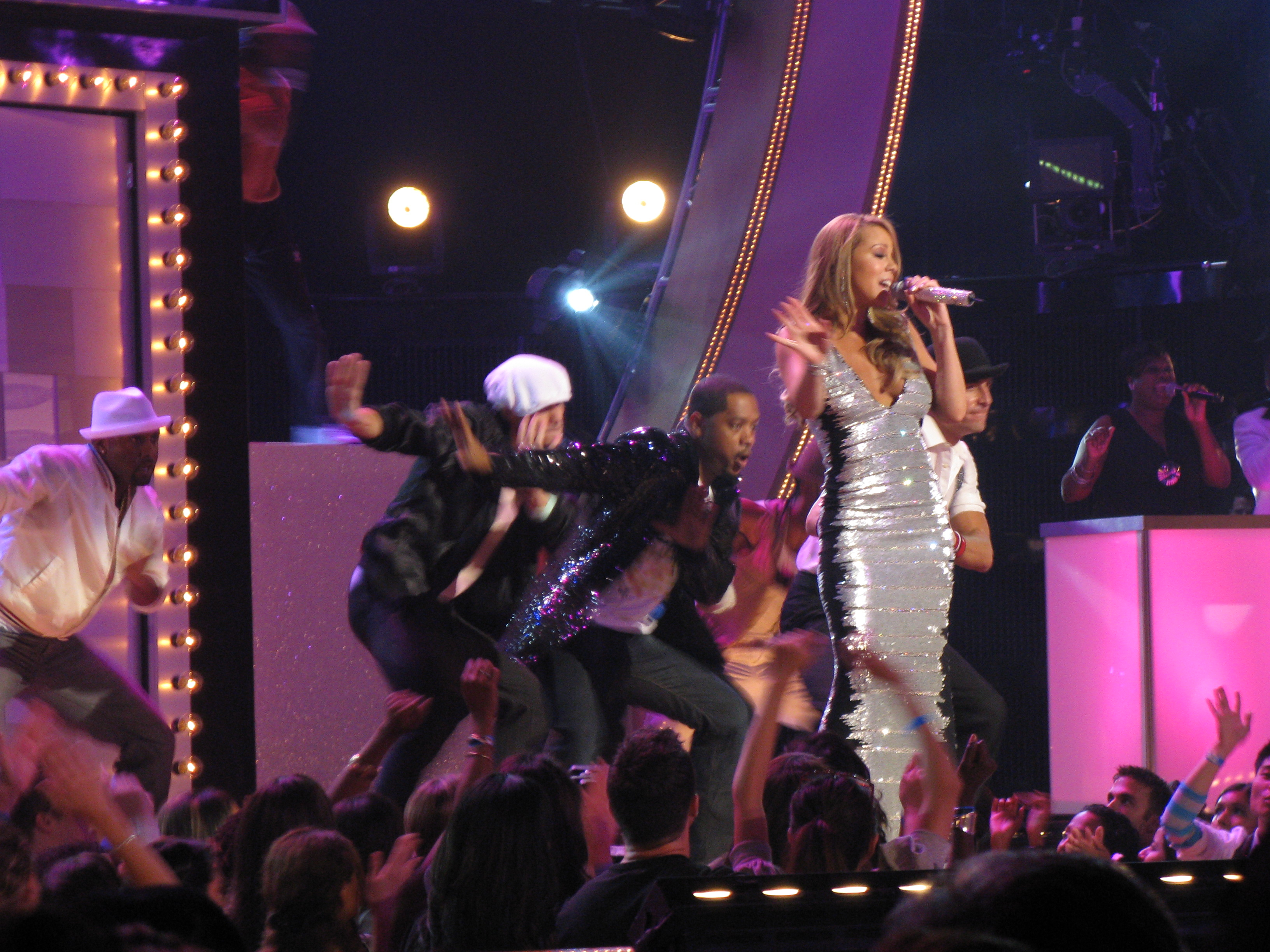
Carey abrindo a cerimônia do Fashion Rocks de 2008 com uma apresentação ao vivo de "I'm That Chick".

Em 25 de março de 2008, Carey foi apresentada como artista convidada na festa de estréia da temporada de The Hills, um evento que marcou o início de um período de 10 episódios no ar entre a terceira e quarta temporada. Carey, usando um vestido preto e jaqueta de ouro, cantou "Touch My Body", "I'm That Chick" e "We Belong Together", antes de sair do palco com aplausos. Após a apresentação, Carey recebeu fortes elogios de membros do elenco do programa, com Lauren Conrad dizendo: "Eu sempre fui uma enorme fã de Mariah, e ela é muito linda e talentosa", enquanto Whitney Port e Audrina Patridge referiram Carey como "uma cantora incrível", alegando ouvi-la desde pequenas. Em 25 de abril de 2008, Carey abriu o  "Summer Concert Series" do programa Good Morning America, com uma apresentação ao vivo no Times Square. Carey usou um mini-saia rosa e começou cantando "Touch My Body" na frente de milhares de fãs. Durante a canção, os backing vocals desfuncionaram, fazendo-a repetir frases e em alguns momentos eles cantaram as partes principais de Carey. Para fazer o engenheiro de som saber do problema, ela substituiu uma parte da letra para "pare de cantar minha parte agora querido", e completou o refrão final. Ela continuou com "I'm That Chick", e completou a três músicas do repertório com seu próximo single da época, "Bye Bye".
Após divulgar o álbum nos Estados Unidos com sua aparição no Good Morning America, Carey foi para a Europa para cantar em vários programas. Ela começou com uma entrevista na estação de rádio britânica, BBC Radio 1, e continuou em uma versão ao vivo de "Touch My Body" e "I'm That Chick" no canal T4. Em 22 de julho de 2008, Carey foi anunciada como uma das artistas na cerimônia Fashion Rocks de 2008. Neste evento em 6 de setembro de 2008, começou com uma performance ao vivo de "Just Stand Up!", um single de caridade em que ela participou ao lado de várias cantoras notáveis como Mary J. Blige, Beyoncé e Rihanna. Após elas completarem a canção, Carey subiu ao palco usando um longo vestido prateado e preto, e realizou "I'm That Chick" ao lado de vários dançarinos, abrindo a canção com uma acapella espontânea do refrão como resposta as críticas positivas. Uma escritora da Marie Claire elogiou o desempenho, descrevendo a versão como "verdadeiro estilo glamoroso de Mariah". Poucos dias depois, Carey reprisou seu desempenho de "I'm That Chick" no Canadian Idol, ao lado de "We Belong Together".

## Créditos
Os créditos seguintes foram adaptados do encarte do álbum E=MC²:
- Mariah Carey — composição, produção e arranjos, vocais principais, vocais de apoio
- Mikkel Storleer Eriksen — composição, produção e arranjos, instrumentação
- Tor Erik Hermansen — composição, gravação, produção e arranjos, instrumentação
- Johntá Austin — composição
- Rod Temperton — composição
- Brian Gartner — gravação
- Rod Temperton — composição
- Phil Tan — mixagem
  - Josh Houghkirk — assistência
- Bernie Grundman — masterização
- Crystal "Crystile" Johnson — vocais de apoio
- Maryann Tatums — vocais de apoio

## Desempenho nas paradas musicais
Durante a primeira semana de comercialização de E=MC², "I'm That Chick" estreou no número 82 da parada musical Hot R&B/Hip-Hop Songs, não tendo conseguido alcançar uma posição melhor pois a sua estreia baseou-se apenas em um intenso registo de downloads digitais.
| País — Tabela musical (2008)                       | Posição de pico |
| -------------------------------------------------- | --------------- |
| Estados Unidos — Hot R&B/Hip-Hop Songs (Billboard) | 82              |